# Sumur Batu (Babakan Madang)
Sumur Batu is een bestuurslaag in het regentschap Bogor van de provincie West-Java, Indonesië. Sumur Batu telt 7479 inwoners (volkstelling 2010).